# 横井紅炎
横井 紅炎（よこい こうえん、女性）は日本の華道家（草月流）・フラワーアーティスト・空間デザイナー。神奈川県藤沢市出身。草月流顧問、池坊師範
桜花いけ請負人として、桜の花オブジェを日本、世界各地に制作。破棄された素材をいかし制作するエコ推進華道家として活動している。

## 来歴
能楽宝生流17世宗家・宝生九郎重英を祖父、紫綬褒章受章の舞踏演出家である横井茂を父にもち、祖母・母とも草月流華道家の家に生まれる。武蔵野美術大学卒。2000年より家督を受け継ぐ。
2001年より能舞台、現代劇舞台、公共空間、デモンストレーションなど活動をひろげる。2007年、草土出版の「世界のフラワーアーチスト27人」に選出された。
桜の花オブジエをライブで制作する、桜花生け負い人としてライブ活動
また、エコ推進華道家として活動中。

## 活動
- 2007年 観世流観世能楽堂にて「立花供養」をつとめる。
- 2008年 ナイトラウンジでの花ライブ開始。
- 2010年 映画『男女逆転・大奥』花装飾担当。
- 2013年 レディオ湘南にて、「横井紅炎のひとひらの花物語」放送中。
- 2013年 クラブツーリズム・カフェ相模大野にて、「横井紅炎と歩こう鎌倉」開催中。
- 2016年 東京都市白書(2015年発行)　アーティストからみた東京　に取り上げられる。
- 東京・神奈川を中心に花教室を開催。
- 2016年ベトナムダナンにて日遊文化交流として桜花請負人.花ライブ
- 2017年パラオ日本大使館主催、エコ推進華道家として.花ライブ
- 2018年生け花草月流・草月作品賞受賞
- 2018年６月観世能楽堂にて立花供養の生け花の大役をつとめる
- 2019年紀尾井町ガーデンテラス全館桜装飾と花ライブをつとめる
- 2023年映画『沈黙の艦隊』生け花担当
- 2023年ネットフリックス『クレイジークルーズ』フラワーアレンジ担当
- 2024WOWOW『TOKYO VICE2』フラワーアレンジ担当
- 2024年ニュー山王ホテル、エントランスお迎え花制作開始。

## 著書
- 『大奥・花絵巻 -横井紅炎作品集- 映画「大奥」を活ける』草土出版、2010年、ISBN 443414815X